# Rochecolombe
Rochecolombe är en kommun i departementet Ardèche i regionen Auvergne-Rhône-Alpes i sydöstra Frankrike. Kommunen ligger  i kantonen Villeneuve-de-Berg som ligger i arrondissementet Largentière. År 2022 hade Rochecolombe 222 invånare.

## Befolkningsutveckling
Antalet invånare i kommunen Rochecolombe
Referens: INSEE

## Galleri

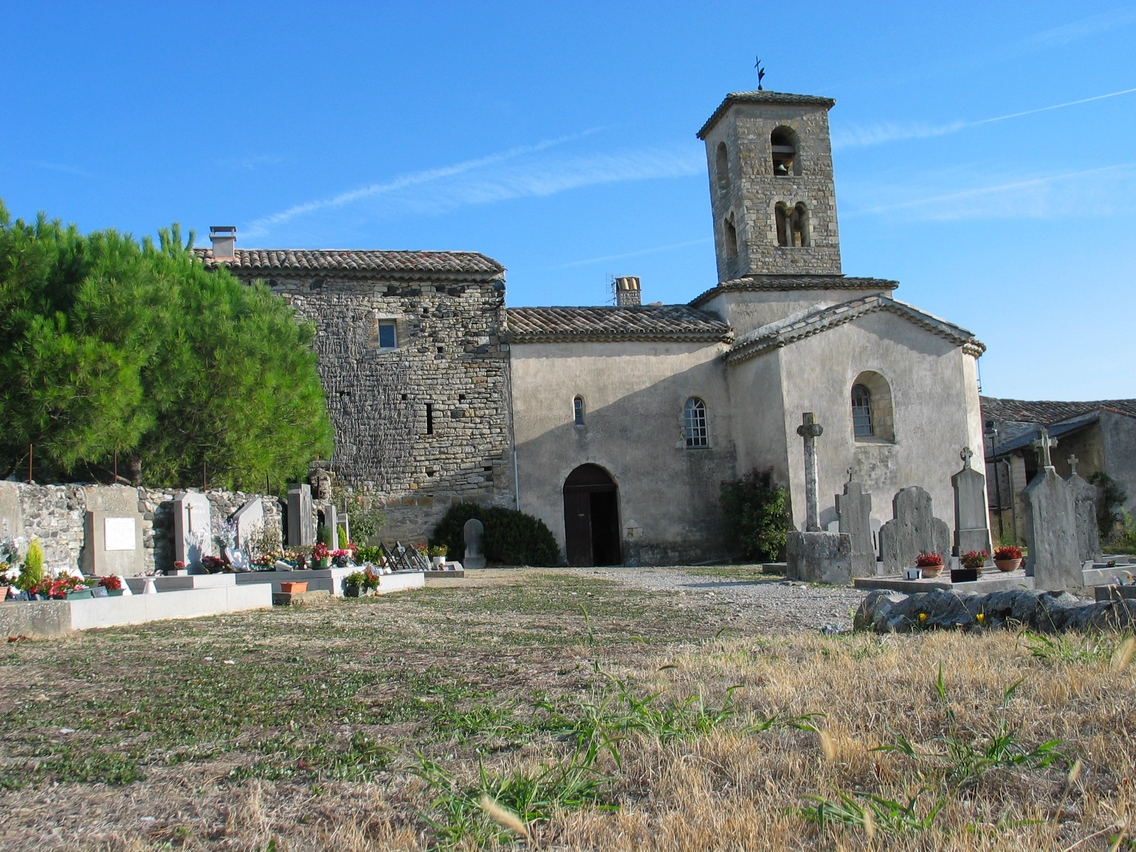
Kyrkan Saint-Pierre de Sauveplantade
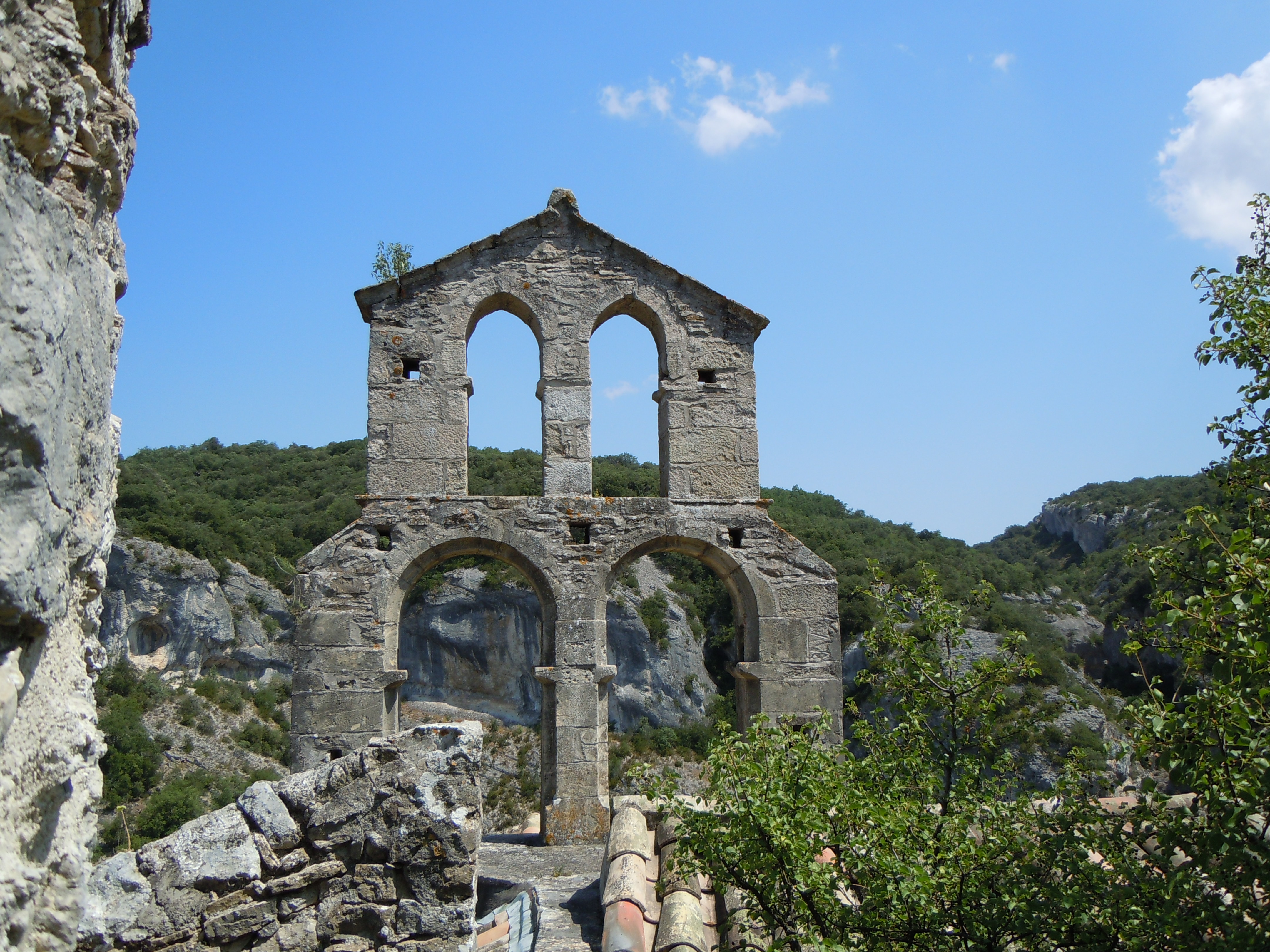
Kapellet Saint-Barthélemy.